# Африкантроп
Африкантроп (от Африка и греч. anthropos — человек) — название, предложенное немецким учёным Гансом Вейнертом для обозначения ископаемого человека, фрагменты черепов и каменного орудия которого были найдены в 1935 и 1938 годах у озера Эяси в Танзании. Африкантропа предполагалось отнести к группе неандертальцев. В настоящее время название африкантроп является мало распространённым, и его выделение в отдельный род считается ошибочным. Их относят либо к ранним архаичным Homo sapiens, либо к Homo heidelbergensis.